# Parco di Monte Urpinu
Il parco di Monte Urpinu è un parco cittadino di Cagliari, situato nell'omonimo quartiere. È la prima area verde della città per estensione, nonché la più antica.

## Storia
Nel XIV secolo a.C. sul punto più elevato dell'omonimo monte fu eretto il nuraghe Bianco, attualmente rimangono soltanto poche parti della cinta muraria poiché i massi calcarei utilizzati per la sua costruzione furono riutilizzati e sono comunque poco resistenti alle intemperie. Si presentava simile al complesso di Su Nuraxi ed era uno dei nuraghi più importanti dell'isola, presentando un muro di oltre 20 m.
L'archeologo Giovanni Spano riporta che il toponimo derivi dal latino mons vulpinus, il monte sul quale trova sede il parco era infatti un tempo popolato da volpi, conigli, pernici e cinghiali. Nel tempo il bosco presente si ridimensionò fino a sparire, venendo sfruttato per il suo legname. Nel 1536 il Regno di Sardegna emise infatti un'ordinanza per contrastare il fenomeno del diboscamento illegale.
GIà nel 1819 Alberto La Marmora proponeva di impiantare il Pinus pinaster, nel 1870 fu effettuato un rimboschimento con esemplari della specie Pinus halepensis sull'omonimo colle, curato dall'agronomo Rafaele Pischedda e ordinato da Edmondo Sanjust di Teulada.
Nel 1930 l'Aeronautica militare costruì nel parco e nello stagno di Molentargius un deposito sotterraneo di carburanti, successivamente ampliato negli anni 1980. I ventidue serbatoi di carburante erano collegati, tramite condotte, al porto (zona "Su siccu") e agli aeroporti di Decimomannu ed Elmas. Nell'agosto del 2007 il deposito viene dismesso, ed è stato possibile visitarlo nel 2017.

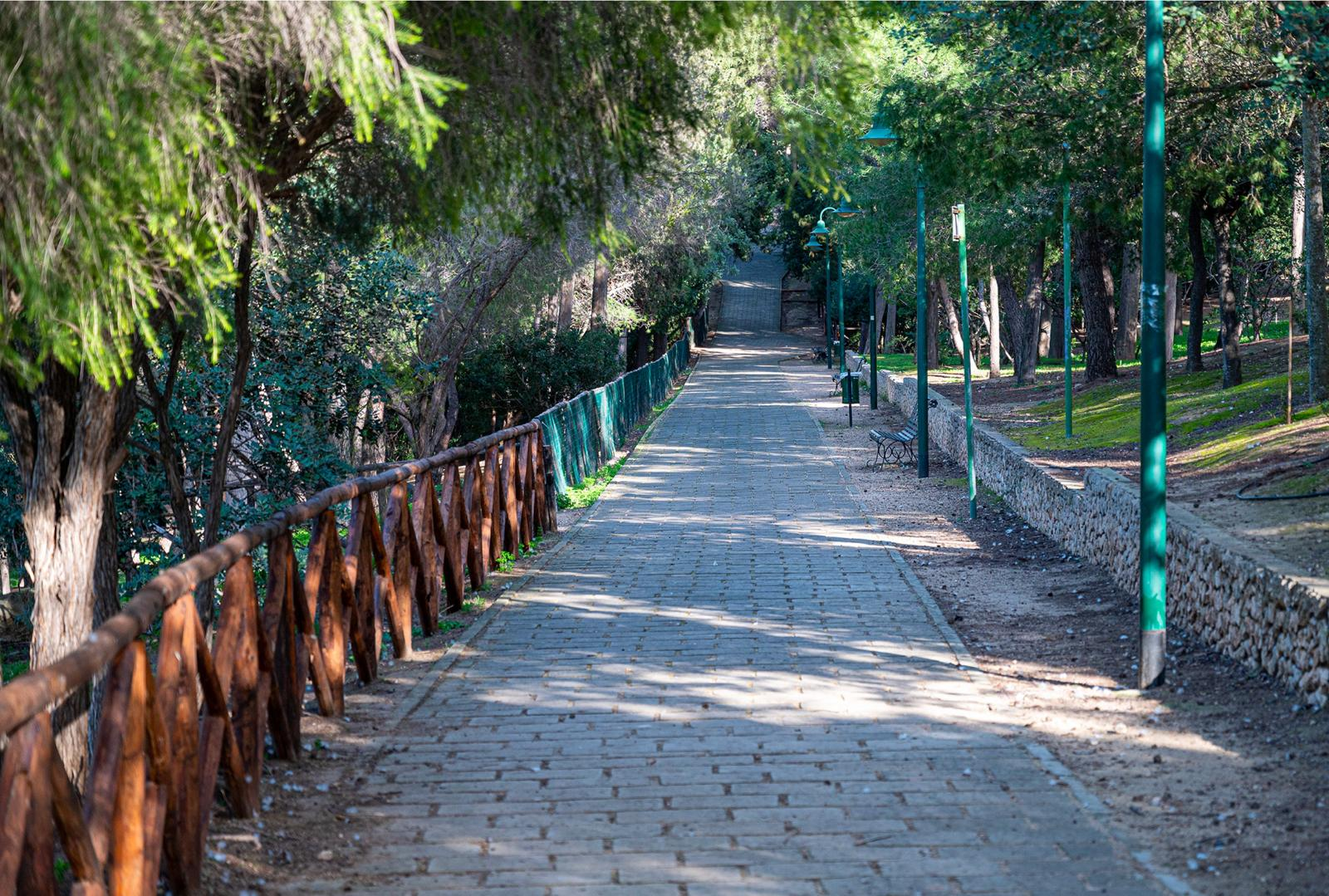
Un sentiero del parco

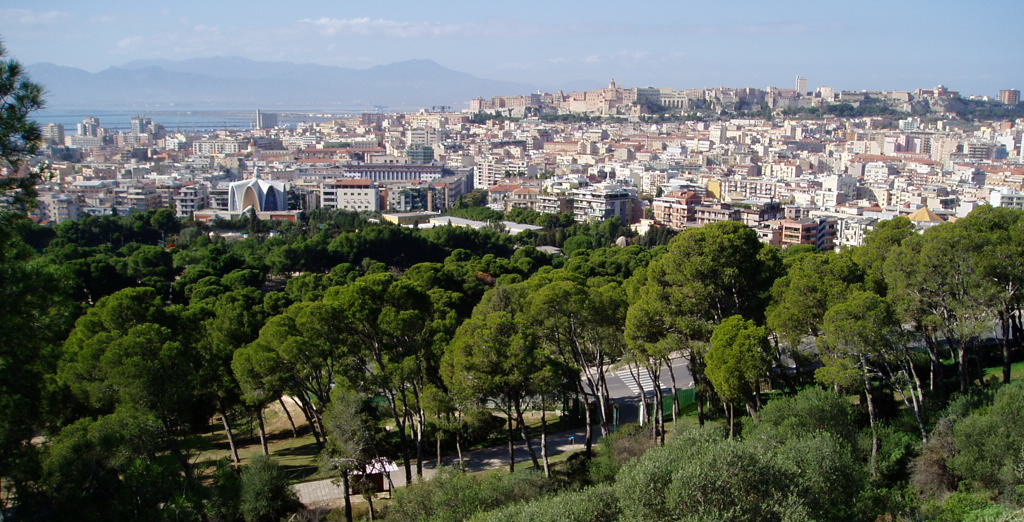
Panorama sulla città dall'interno del parco

Il 12 febbraio 1939 il Comune di Cagliari acquistò il terreno per 1 000 000 L..  Nel 1954 effettuò un secondo rimboschimento, mentre negli anni 1980 creò cinque laghi artificiali, un campo da tennis ed una strada panoramica attorno al parco, viale Europa.
Nel corso del 2022 la morte di alcuni esemplari di pavone ha rivelato la presenza di un focolaio di influenza aviaria, per questo motivo sono stati abbattuti 228 esemplari di uccelli come misura precauzionale, scatenando la protesta della città. È stato riaperto dopo circa un mese ed è in corso il ripopolamento.
Oggi il parco si estende per 350000 m² ed è dotato di 14 km di viali, con suggestivi punti di vista su Cagliari e il Campidano, lo stagno di Molentargius e la spiaggia del Poetto (Su Poettu), trovandosi a 98 m s.l.m.. Il viale Europa lo percorre sulla cresta in tutta la sua lunghezza.

## Flora e fauna
Le specie botaniche più diffuse, non tutte spontanee ma adatte al clima mediterraneo caldo e semiarido e al suolo roccioso calcareo, sono il pino d'Aleppo, l'olivastro, il carrubo, il leccio, il lentisco, l'euforbia arborea, l'alimo, l'alaterno, la fillirea, il bagolaro, il pino delle Canarie.
Tra gli animali che dimorano nel parco vi sono cigni, gallinelle d'acqua, germani reali, oche, raganelle, tartarughe e pavoni. Il parco è abitato, inoltre, da una colonia di gatti recentemente dotata di cucce. Le stesse possono ospitare fino a quattro esemplari e proteggono gli animali in caso di precipitazioni.